# 管工事施工管理技士
管工事施工管理技士（かんこうじせこうかんりぎし）は、施工管理技士国家資格のうちの1つ。国土交通省管轄。
施工管理技士の区分は1級、2級であるので表記に注意する必要がある。（建築士は「一級建築士、二級建築士及び木造建築士をいう」と定義されており、数字ではない。）
国家試験は年1回実施される（実施は一般財団法人全国建設研修センター）。

## 概要
建設業のうち冷暖房設備工事、空調設備工事、給排水・給湯設備工事、ダクト工事、浄化槽工事、ガス配管工事、衛生設備工事などの管工事において、施工計画を作成し、工程管理、品質管理、安全管理等の業務を行う。
- 1級管工事施工管理技士の取得者で2年以上の実務経験(資格取得の前後を問わず通算の実務経験年数)を有する者は、建築設備士試験の受験資格が得られる。
- 管工事施工管理技術検定の合格者は1級・2級とも、消防設備士試験の甲種の受験資格が得られる。
- 管工事施工管理技術検定の合格者は1級・2級とも、給水装置工事主任者試験のうち、給水装置の概要と給水装置施工管理法の２科目の免除を受けることができる。
- 1級または2級管工事施工管理技士は、マンション維持修繕技術者試験の受験資格が得られる。
- この資格の保有者は1級・2級とも、社会保険労務士の受験資格が得られる。

## 種類
- 1級管工事施工管理技士

建設業法により特定建設業の営業所に置かなければならない専任の技術者や、工事現場ごとに置かなければならない主任技術者および監理技術者になることができる。監理技術者であり続けるためには更新が必要である。
- 2級管工事施工管理技士

建設業法による一般建設業の営業所の専任技術者や、工事現場における主任技術者となることができる。

## 受験資格
1級
- 大学の指定学科を卒業後、3年以上の実務経験
- 大学の指定学科以外を卒業後、4年6か月以上の実務経験
- 短期大学、高等専門学校（5年制）の指定学科を卒業後、5年以上の実務経験
- 短期大学、高等専門学校（5年制）の指定学科以外を卒業後、7年6か月以上の実務経験
- 高等学校の指定学科を卒業後、10年以上の実務経験
- 高等学校の指定学科以外を卒業後、11年6ヶ月以上の実務経験
- その他の者は15年以上の実務経験
- 2級管工事施工管理技術検定合格者で5年以上の者は合格後、5年以上の実務経験
- 2級管工事施工管理技術検定合格者で5年未満の者は高等学校の指定学科を卒業後、9年以上の実務経験
- 2級管工事施工管理技術検定合格者で5年未満の者は高等学校の指定学科以外を卒業後、10年6か月以上の実務経験
- 2級管工事施工管理技術検定合格者で5年未満の者はその他で14年以上の実務経験
- 技術検定合格者は10年以上の実務経験
- 専任の主任技術者の実務経験が1年以上ある者
  - 2級管工事施工管理技術検定合格者で合格後3年以上の者は合格後、1年以上の専任の主任技術者経験を含む3年以上の実務経験
  - 2級管工事施工管理技術検定合格者で合格後3年未満の者は短期大学、高等専門学校（5年制）の指定学科以外を卒業後、7年以上の実務経験
  - 2級管工事施工管理技術検定合格者で合格後3年未満の者は高等学校の指定学科を卒業後、7年以上の実務経験
  - 2級管工事施工管理技術検定合格者で合格後3年未満の者は高等学校の指定学科以外を卒業後、8年6か月以上の実務経験
  - 2級管工事施工管理技術検定合格者で合格後3年未満の者はその他で12年以上の実務経験
  - 高等学校の指定学科を卒業後、8年以上の実務経験
  - 高等学校の指定学科以外を卒業後、11年以上の実務経験
  - その他の者は13年以上の実務経験

2級
- 大学の指定学科を卒業後、1年以上の実務経験
- 大学の指定学科以外を卒業後、1年6か月以上の実務経験
- 短期大学、高等専門学校（5年制）の指定学科を卒業後、2年以上の実務経験
- 短期大学、高等専門学校（5年制）の指定学科以外を卒業後、3年以上の実務経験
- 高等学校の指定学科を卒業後、3年以上の実務経験
- 高等学校の指定学科以外を卒業後、4年6か月以上の実務経験
- その他の者は8年以上の実務経験
- 技術検定合格者は4年以上の実務経験

## 試験科目

### 2020年度まで
- 学科試験と実地試験がある。1級、2級ともに学科試験において機械工学、施工管理法、法規がある。実地試験において施工管理法がある。
- 学科試験は択一式である。実地試験は記述式が出題される。
- 実地試験では、実際に施工した現場に関する記述する出題がある。
- 実地試験は、1級は学科試験合格後に後日実施され、2級は学科試験と同日に実施される。
- 実地試験のみ不合格の場合は、翌年度に限り学科試験が免除され、実地試験のみの受験が可能である。

### 2021年度より
- 学科試験と実地試験は、第1次検定と第2次検定に再編された。
- 第1次検定では、施工技術に関する基礎的な知識や能力について出題される。
- 第2次検定では、実務経験に基づく技術管理、指導監督に関する知識や能力について出題される。
- 1級および2級とも、第1次検定に合格したものは、管工事技士補の資格が得られる。
- 1級および2級管工事技士補は、次回以降の試験において、無期限に第2次検定からの受験が可能となり、第2次検定に合格することでそれぞれ1級もしくは2級管工事施工管理技士の資格を取得できる。
- 1級管工事技士補は、一定の条件の下で、監理技術者の「補佐」を行なうことができる。この補佐を配置することで、監理技術者は、特例監理技術者となり複数の現場を兼任できるようになる。

## 合格率
- 平成30年度：1級管工事施工管理技士の最終合格率（一次合格率33.2%×二次合格率52.7%）は17.5%
- 平成29年度：1級管工事施工管理技士の最終合格率（一次合格率44.2%×二次合格率63.2%）は27.9%
- 平成28年度：1級管工事施工管理技士の最終合格率（一次合格率49.0%×二次合格率61.0%）は29.9%
- 平成27年度：1級管工事施工管理技士の最終合格率（一次合格率51.2%×二次合格率50.1%）は25.7%
- 平成26年度：1級管工事施工管理技士の最終合格率（一次合格率43.4%×二次合格率60.3%）は26.1%
- 平成25年度：1級管工事施工管理技士の最終合格率（一次合格率38.9%×二次合格率67.8%）は26.3%
- 平成24年度：1級管工事施工管理技士の最終合格率（一次合格率36.4%×二次合格率49.2%）は17.9%
- 平成23年度：1級管工事施工管理技士の最終合格率（一次合格率43.2%×二次合格率46.1%）は19.9%
- 平成22年度：1級管工事施工管理技士の最終合格率（一次合格率29.2%×二次合格率60.1%）は17.5%
- 平成21年度：1級管工事施工管理技士の最終合格率（一次合格率30.2%×二次合格率62.8%）は19.0%
- 平成20年度：1級管工事施工管理技士の最終合格率（一次合格率35.7％×二次合格率60.0%）は21.4%

## 監理技術者として業務が可能な職種
| 資格名称        | 土木 | 建築 | 大工 | 左官 | とび土工 | 石工事 | 屋根工事 | 電気工事 | 管工事 | タイルレンガブロック工事 | 鋼構造物 | 鉄筋工事 | 舗装工事 | しゅんせつ | 板金工事 | ガラス工事 | 塗装工事 | 防水工事 |
| --------------- | ---- | ---- | ---- | ---- | -------- | ------ | -------- | -------- | ------ | ------------------------ | -------- | -------- | -------- | ---------- | -------- | ---------- | -------- | -------- |
| 1級建設機械     | ○    |      |      |      | ○        |        |          |          |        |                          |          |          | ○        |            |          |            |          |          |
| 1級土木施工     | ○    | -    | -    | -    | ○        | ○      | -        | -        | -      | -                        | ○        | -        | ○        | ○          | -        | -          | ○        | -        |
| 1級建築施工     | -    | ○    | ○    | ○    | ○        | ○      | ○        | -        | -      | ○                        | ○        | ○        | -        | -          | ○        | ○          | ○        | ○        |
| 1級電気施工     | -    | -    | -    | -    | -        | -      | -        | ○        | -      | -                        | -        | -        | -        | -          | -        | -          | -        | -        |
| 1級管施工       | -    | -    | -    | -    | -        | -      | -        | -        | ○      | -                        | -        | -        | -        | -          | -        | -          | -        | -        |
| 1級造園施工     | -    | -    | -    | -    | -        | -      | -        | -        | -      | -                        | -        | -        | -        | -          | -        | -          | -        | -        |
| 1級電気通信施工 | -    | -    | -    | -    | -        | -      | -        | -        | -      | -                        | -        | -        | -        | -          | -        | -          | -        | -        |
| 一級建築士      | -    | ○    | ○    | -    | -        | -      | ○        | -        | -      | ○                        | ○        | -        | -        | -          | -        | -          | -        | -        |

| 資格名称        | 内装仕上工事 | 機械器具設置工事 | 熱絶縁工事 | 電気通信工事 | 造園工事 | さく井工事 | 建具工事 | 水道施設工事 | 消防施設工事 | 清掃施設工事 | 解体工事 |
| --------------- | ------------ | ---------------- | ---------- | ------------ | -------- | ---------- | -------- | ------------ | ------------ | ------------ | -------- |
| 1級建設機械     | -            | -                | -          | -            | -        | -          | -        | -            | -            | -            | -        |
| 1級土木施工     | -            | -                | -          | -            | -        | -          | -        | ○            | -            | -            | ○        |
| 1級建築施工     | ○            | -                | ○          | -            | -        | -          | ○        | -            | -            | -            | ○        |
| 1級電気施工     | -            | -                | -          | -            | -        | -          | -        | -            | -            | -            | -        |
| 1級管施工       | -            | -                | -          | -            | -        | -          | -        | -            | -            | -            | -        |
| 1級造園施工     | -            | -                | -          | -            | ○        | -          | -        | -            | -            | -            | -        |
| 1級電気通信施工 | -            | -                | -          | ○            | -        | -          | -        | -            | -            | -            | -        |
| 一級建築士      | ○            | -                | -          | -            | -        | -          | -        | -            | -            | -            | -        |